# Markus Thormeyer
Markus Thormeyer (Newmarket, 25 de agosto de 1997) es un deportista canadiense que compitió en natación. Es abiertamente homosexual.
Ganó una medalla de bronce en el Campeonato Mundial de Natación en Piscina Corta de 2016, en la prueba de 4 × 50 m libre. Participó en dos Juegos Olímpicos de Verano, ocupando el séptimo lugar en Río de Janeiro 2016 y el cuarto en Tokio 2020, en la prueba de 4 × 100 m libre.

## Palmarés internacional
| Campeonato Mundial en Piscina Corta | Campeonato Mundial en Piscina Corta | Campeonato Mundial en Piscina Corta | Campeonato Mundial en Piscina Corta |
| Año                                 | Lugar                               | Medalla                             | Prueba                              |
| ----------------------------------- | ----------------------------------- | ----------------------------------- | ----------------------------------- |
| 2016                                | Windsor (Canadá)                    | Medalla de bronce                   | 4 × 50 m libre                      |